# Cellatica superiore
Le Cellatica superiore est un vin rouge italien sec de la région de Lombardie doté d'une appellation DOC depuis le 19 avril 1968. Seuls ont droit à la DOC les vins rouges récoltés à l'intérieur de l'aire de production définie par le décret. 

## Aire de production
Les vignobles autorisés se situent au sud-est du lac d'Iseo en  province de Brescia dans les communes de Cellatica, Brescia, Rodengo-Saiano, Gussago et Collebeato.
Le vin rouge de Cellatica superiore répond à un cahier des charges plus exigeant que le Cellatica, essentiellement en relation avec le titre alcoolique.

## Caractéristiques organoleptiques
- couleur : rouge rubis brillant.
- odeur : vineux, typique
- saveur : sec, harmonieux, légèrement amer (amarognolo)

Le Cellatica superiore se déguste à une température de 14 - 16 °C et se gardera 2 à 4 ans.

## Production
Province, saison, volume en hectolitres :
- pas de données disponibles